# Clevatess -魔獸之王與嬰兒與屍之勇者-
《Clevatess -魔獸之王與嬰兒與屍之勇者-》是岩原裕二於2020年在《LINE漫畫》上连载的原創漫画系列。2024年7月2日，宣布動畫化，並由Lay-duce擔任動畫製作。

## 登場人物

### 主要人物
艾莉西亞·格倫費爾（聲：白石晴香）
人屬13勇者之一，也是13人當中唯一一位女勇者，出身於艾斯林王國的鄉下地區，持有凱汀王族賞賜的其中一個至寶【巖燕】並被世人稱為「劍聖」，因年少時父親馬爾哥被多雷爾殺害而立志成為勇者，最後為父親報仇雪恨。為13人當中戰鬥時最後一位敗北、也是唯一一位把克雷巴特斯的頭角刻出一道傷痕的成員，曾失去左眼與左腳，於照顧露娜的需求下被克雷巴特斯復甦。
神學院篇為了要與克倫配合調查「多雷爾的祕密房間」等相關傳聞，外表被整容成凱汀人民眾並以轉學生身分來到索爾森神學院就讀五年級課程。
克雷巴特斯（聲：中村悠一）
四大魔獸王之一，『月光』的克雷巴特斯。據守在艾德希亞大陸南部地區凱汀王國境內的月之山巒上，擅長以影子來戰鬥，身上的魔血可使指定生物的遺體復甦，但該遺體如果失去魔血就無法復甦。因人屬13勇者主動入侵其領域而出面反擊，從13人領導的口中聽聞凱汀王族的命令後單獨入侵首都並摧毀皇宮，然後將凱汀王殺害。回去時在將死之際的無名侍從請求下帶回王族遺孤，並命名為露娜，在出自對人類的好奇心下決定看照其至成年並輔佐他成為王。
克倫（聲：田村睦心）
克雷巴特斯人形姿態。其模樣取自於皇宮被摧毀後倒在瓦礫堆內陷入瀕死狀態的無名侍從，但額頭中間多出了一根頭角。後於索爾森神學院內發動書本奪取宣言時參加戰鬥的學生表示其名為希羅。
露娜／凱得利亞斯6世（聲：會澤紗弥）
凱汀王族的遺孤。被克雷巴特斯看照，由山賊首領布羅克發現具有操縱魔法的資質，後從王太子妃揭露名號為「凱得利亞斯6世」，原本要在克雷巴特斯入侵首都的隔天舉行命名儀式，多雷爾死後跟身為王太子妃的生母重逢，並正式將露娜列為本名。
涅露／涅露露（聲：悠木碧）
在艾莉西亞與克倫被山賊團「烏鴉」抓到根據地時遇到的紅色蓬髮女性，擔當餵食被抓來根據地的小嬰兒們的奶媽。自出生開始就在內部生活，但在12歲母親失蹤後被山賊成員給長期虐待，曾懷孕三次但流產。由於說出「想出去看外面的世界」而在洞穴內被山賊首領布羅克豢養的山怪寵物貝蒂給吞食、被吐出來後曾拖住布羅克一段距離並在兩人趕到時倒下，由克倫的魔血復活並改造其身體，重獲新生後以涅露露的身分加入主角一行人，擁有無與倫比的怪力。於多雷爾入侵凱汀王國的戰爭後受托亞拉冊封，擔當負責照顧露娜生活起居的女僕。

### 凱汀王國
凱汀王（聲：橋爪淳）
名字未知。統治凱汀王國的國王，擁有代代相傳且受該王族血統認證的熔爐，本人亦會親自鍛造武器至寶，但因過去15年前開始許多民眾覬覦至寶轉手時的高價而不再繼續鍛造。因命令人屬13勇者進攻克雷巴特斯的地盤，聽聞其入侵首都的消息時為保護熔爐而封閉該密室，其後被克雷巴特斯斬首身亡。法比歐表示說他很早就有些不對勁，在多雷爾進攻首都凱汀拉特的當下忽然復活，手持著自己的頭顱出現在克倫面前，表示這是為了要進行「勇者傳承」過程而要將露娜丟入熔爐內。
托亞拉·莫托·安瑟塔
凱汀王族的王太子妃。露娜的生母，當克雷巴特斯單獨入侵首都並殺害國王時人在外地出差，在國王死去後擔當熔爐代理人，並持有王者之鎚。戰後以王太后身分冊封三人並參與在古來種之橋舉辦的三方圓桌會談，同時追究伯雷特王國的戰爭責任。
法比歐（聲：畠中祐）
王太子妃的部下之一。事發前對王太子妃的擔憂相當在意，聽聞克雷巴特斯單獨入侵首都並殺害國王的消息後隨即從外地趕回並尋找王室遺族。
布羅克（聲：千葉繁）
以當地有魔獸佔據的廢棄礦坑作為據點的山賊團「烏鴉」首領。熱中研究魔法，本人稱自己是在前任首領扎扎克被抓後才接任，有豢養一頭雌性山怪寵物貝蒂。因發現露娜具有能適應魔法的特性而想帶走其，之後被克倫與艾莉西亞追上，一度用隱身魔法想試圖偷襲兩人並逃走但被艾莉西亞腰斬身亡。
據卡露涅所說，他曾與一批來路不明的人口販子做交易。

### 伯雷特王國
多雷爾（聲：安元洋貴）
伯雷特王國軍將軍。世稱屠龍將軍，過去曾以屠龍事蹟聞名一世，持有至寶「黑龍」。過去曾在競技場對上馬爾哥但戰敗，後來投奔伯雷特王國成為將軍並來該村莊把馬爾哥引出來殺害。故事開始時正準備進攻失去國王的凱汀王國首都凱汀拉特，當克雷巴特斯出現在他面前時曾用魔法【魔血牢】將其本體封印住，最後被為了報仇的艾莉西亞斬殺。克雷巴特斯曾說他身上還有另一位魔獸王的影子，並在伯雷特的索爾森神學院內產生出裡面有「多雷爾的祕密房間」該傳聞。
梅納德·史旺（聲：重松千晴）
伯雷特王國軍的最上位魔導士。
奈耶（聲：黑澤朋世）
伯雷特王國軍的高階魔導士，擅長操縱磁力和重力。兩年後在索爾森神學院擔當新來的魔術老師。
貝伊斯·瓦茲
伯雷特王國的現任國王。
扎扎克
山賊團「烏鴉」前任首領。身材魁梧，過去曾有「勇者獵手」的稱號，後來被伯雷特王國給擄獲，在三方談判時正式露面。

### 艾斯林王國
羅德·羅禮士（聲：關智一）
艾斯林王國軍的軍團長。出身於歷史悠久的勇者家系，目前正率軍前往凱汀王國邊境附近阻止伯雷特王國軍，持有至寶「雪華」。
尤里埃爾·艾斯林艾爾
艾斯林王國的現任國王。
馬爾哥·格倫費爾（聲：田中美央）
艾莉西亞的父親，過去在曾在競技場對上多雷爾然後獲得勝利，在擔當數年勇者且參與北方魔獸王討伐任務後退隱某鄉村，但在某日被多雷爾引出來後遭到殺傷，撐了幾天後過世。
歐仁·柯茲
艾斯林王國的當代劍聖。聽聞克雷巴特斯被「封印」的傳聞後親自率領500人去月之山巒回收13個至寶，但最終只剩他與另外兩人生還，並發現了在兩座山中間阻絕世界的一道牆。

### 魔獸
薩夫提耶（聲：潘惠美）
四大魔獸王之一，人稱『迷霧』的薩夫提耶。據守在艾德希亞大陸西部地區歐葛族的領地，異常喜愛人類，被當地的歐葛族居民將其視為神明般的存在。
迦魯多（聲：青柳尊哉）
四大魔獸王之一薩夫提耶的部下。少數具有語言能力且能幻化人形的鳥形魔獸，因故事三天前眾多魔獸的孩子不尋常失蹤、以及喜愛人類的薩夫提耶忽然考慮要消滅人類之事，而奉令來到山賊團「烏鴉」的根據地調查和收集情報。
沃丁
四大魔獸王之一，人稱『炙熱』的沃丁。據守在艾德希亞大陸北部地區長年下雪的領地，多雷爾以及馬爾哥曾前往討伐過。

## 世界觀
- 艾德希亞大陸（エドゼア大陸）

本故事舞台，在該大陸的東西南北四方均有四大魔獸王盤據。

## 出版書籍

### 漫畫
| 卷數 | KADOKAWA      | KADOKAWA               |
| 卷數 | 發售日期      | ISBN                   |
| ---- | ------------- | ---------------------- |
| 1    | 2024年7月5日  | ISBN 978-4-048-11299-4 |
| 2    | 2024年7月5日  | ISBN 978-4-048-11300-7 |
| 3    | 2024年8月28日 | ISBN 978-4-048-11347-2 |
| 4    | 2024年9月28日 | ISBN 978-4-048-11348-9 |

## 電視動畫

### 製作人員
- 原作：岩原裕二
- 監督：田口清隆
- 系列構成：小柳啓伍
- 角色設計、總作畫監督：佐古宗一郎
- 音樂製作：信澤宣明
- 動畫製作：Lay-duce

### 主題曲
片頭曲Ruler
演唱：前島麻由，作词：川田真美，作曲、编曲：中泽伴行、fumi
片尾曲Destiny
演唱：Ellie Goulding、作词、作曲：Ellie Goulding、Jack Rochon、Kurtis Walls

### 各话列表
| 话数  | 标题           | 剧本     | 分镜             | 演出             | 作画监督                                                     | 首播日期      |
| ----- | -------------- | -------- | ---------------- | ---------------- | ------------------------------------------------------------ | ------------- |
| 第1幕 |                | 小柳启伍 | 塚川拓郎、则座诚 | 塚川拓郎、则座诚 | 佐古宗一郎、能海知佳、小谷杏子、神谷美也子、杉村价秋、松尾优 | 2025年 7月2日 |
| 第2幕 | 被囚禁的魔兽王 | 小柳启伍 | 篠原夏希         | 江副仁美         | 日向正树                                                     | 7月9日        |
| 第3幕 | 勇者的任務     | 小柳启伍 | 寺澤伸介         | 寺澤伸介         | 近藤奈都子                                                   | 7月15日       |
| 第4幕 | 魔術的適性     | 小柳启伍 | 齋藤德明         | 小野亮汰         | 杉村价秋                                                     | 7月23日       |
| 第5幕 | 伯雷特進軍     | 小柳启伍 | 則座誠           | 則座誠           | 北川知子、山口光紀、鵲、白絲、佐藤美音子                     | 7月30日       |
| 第6幕 | 操控蟲的魔導士 | 西谷一希 | 入江泰浩         | 江副仁美         | 能海知佳                                                     | 8月6日        |
| 第7幕 | 魔術奥義       | 小柳启伍 | 齋藤德明         | 則座誠           | 小谷杏子、山口光紀、鵲、服部益實                             | 8月13日       |
| 第8幕 | 蟲的流動       | 小柳启伍 |                  | 山本里織         | 神谷美也子、田中栞莉、關本光夏                               | 8月20日       |

### BD
| 卷数 | 发售日期           | 收录话数     | 规格编号  |
| ---- | ------------------ | ------------ | --------- |
| BOX  | 2025年11月26日预定 | 第1幕—第12幕 | KAXA-9121 |

## 外部連結
- 動畫官方網站（日語）
- Comic Walker （页面存档备份，存于） （日語）